# Mörner (Adelsgeschlecht)

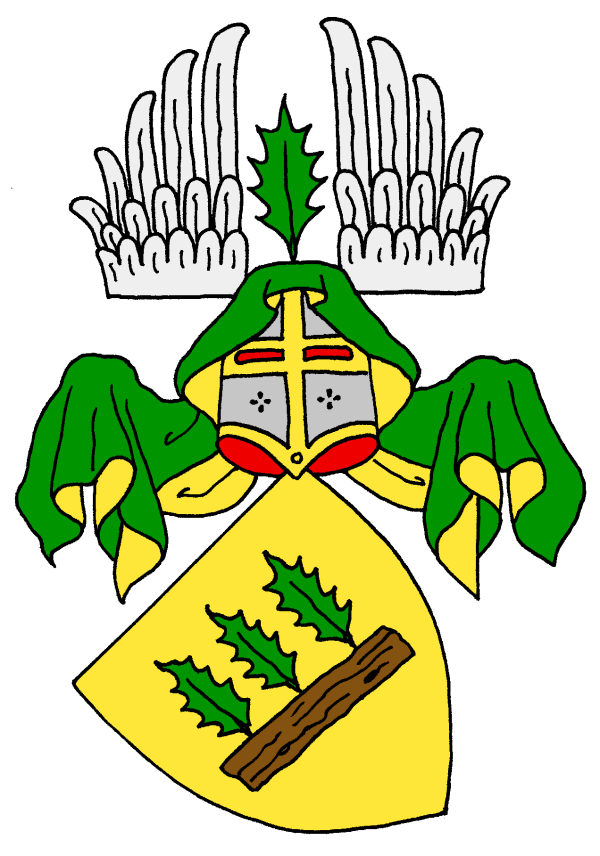
Stammwappen derer von Mörner

Mörner ist der Name eines alten Adelsgeschlechtes der Mark Brandenburg, das in der Uckermark und in der Neumark begütert war. Eine Ende des 16. Jahrhunderts nach Schweden ausgewanderte Linie besteht bis heute.

## Geschichte
Der Familienname leitet sich von der Ortschaft Mohrin ab, aber bezieht sich auf Zuwanderer aus dem Westen. Erstmals urkundlich erscheinen die Mörner am 1. Juni 1298 mit Henningus Morner in Soldin. Etwa um diese Zeit hatten sie von den Askaniern den Auftrag erhalten, das 15 km südlich von Mohrin an der Oder gelegene Zellin in eine deutsche Rechtsstadt umzuwandeln.
Wenige Jahrzehnte später nahmen die Mörner unter dem fördernden Einfluss des Klerikers Dietrich Mörner einen Aufschwung, der sie in den vierziger Jahren des 14. Jahrhunderts in die Spitzengruppe des neumärkischen Adels führen sollte. Die Brüder Dietrichs: Otto Mörner, Reineke Mörner und Heinrich Mörner wurden 1349 durch Markgraf Ludwig mit den Dörfern Ortwig, Mädewitz bei Wriezen, Neutrebbin im Oderbruch und Kriescht im Land Sternberg belehnt. Zuletzt verlieh Markgraf Ludwig den Brüdern Mörner und ihren Vettern die gesamte Hand über die genannten Ortschaften sowie über Klossow, Mohrin, Stolzendorf, Berneuchen und Oderberg.
Bereits nach dem Tode von Dietrich und Otto Mörner und dem Übergang der Mark an Kaiser Karl IV. aber büßten die Mörner ihre hohe Stellung im neumärkischen Adel wieder ein und zogen sich auf ihre Güter im Oderbruch zurück. Politisch traten sie seither kaum mehr in Erscheinung. Um 1500 war von ihrem einst ausgedehnten Besitz nur noch Zellin und Klossow, die Hälfte von Schulzendorf und die Feldmark Mohrin übrig. Mit dem in Zellin und Klossow in der Neumark begüterten Otto Ludwig von Mörner beginnt im Jahre 1450 die Stammreihe.
Das Geschlecht hatte Besitze in der Altmark im Landkreis Jerichow. In der Neumark waren die Rittergüter Zellin und Klössow bei Königsberg in der Neumark, Tornow im Landkreis Sternberg die bekanntesten Besitzungen.
Otto Helmer Mörner (1569–1612) und sein Bruder Berndt Dietrich (1570–1610) aus dem Hause Zellin begründeten die schwedische Linie der Familie Mörner. Der Ast Mörner af Tuna ist Anfang des 19. Jahrhunderts erloschen (der gräfliche Zweig 1821, der freiherrliche 1824), der Ast Mörner af Morlanda in seinem seit 1674 freiherrlichen Zweig 1946, während der seit 1716 gräfliche Zweig noch blüht. 1893 erhielt Wilhelm von Mörner die preußische Anerkennung seines schwedischen Grafenstands. Die Grafen Mörner sind seit 1776 auf Schloss Björksund in Nyköping ansässig.

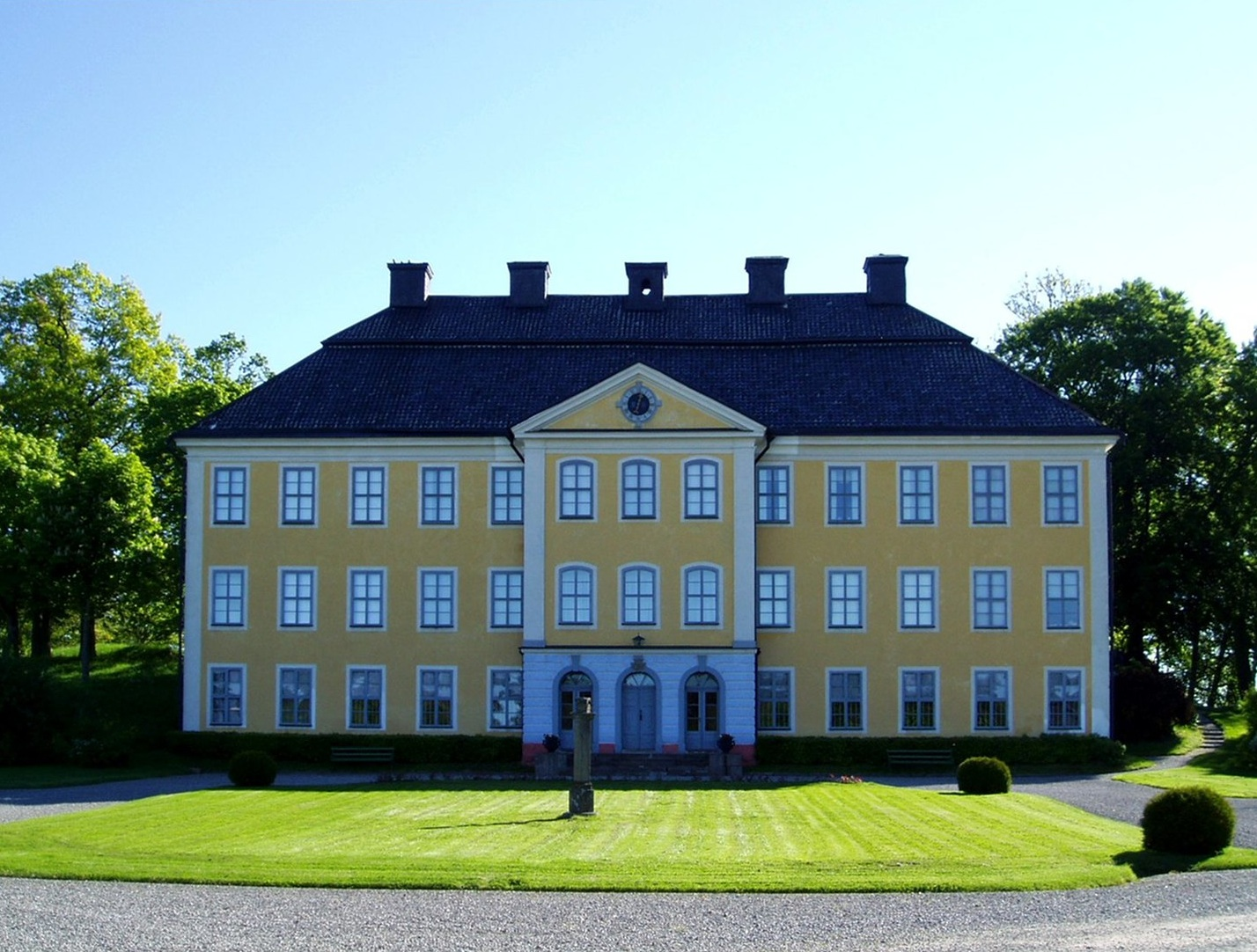
Schloss Björksund

## Namensträger
- Dietrich von Mörner (um 1350), brandenburgischer Kleriker
- Otto Mörner (um 1350), Hofrichter der Neumark
- Reineke Mörner (um 1350), Vogt in der Neumark
- Heinrich Mörner (um 1350), Vogt in der Neumark
- Berend Joachim von Mörner († 1675), kurbrandenburgischer Obrist und Regimentschef
- Carl Mörner af Morlanda (1658–1721), schwedischer Feldmarschall
- Bernhard Joachim von Mörner († 1741), dänischer General der Kavallerie
- Carl Mörner af Tuna (1755–1821), schwedischer Feldmarschall
- Axel Otto Mörner (1774–1852), schwedischer Maler, Generalleutnant und Verteidigungsminister
- Carl Otto Mörner (1781–1868), schwedischer Leutnant
- Hjalmar Mörner (1794–1837), schwedischer Maler
- Hjalmar von Mörner (1861–1935), preußischer Landrat
- Theodor von Mörner (1817–1874), deutscher Historiker und Archivar
- Wilhelm von Mörner (1826–1907), durch Adoption angenommener Name des deutschen Architekten Wilhelm Neumann
- Wilhelm von Mörner (1831–1911), schwedisch-preußischer Graf und Leutnant sowie Landschafts-, Genre- und Architekturmaler
- Stellan Mörner (1896–1979), schwedischer Graf, Maler und Schriftsteller

## Wappen
Das Stammwappen zeigt im goldenen Schild drei aus einem querliegenden braunen Ast aufwärts wachsende grüne Stechpalmenblätter. Auf dem Helm mit grün-goldenen Decken ein grünes Stechpalmenblatt zwischen einem offenen silbernen Adlerflug.
Historische Wappenbilder

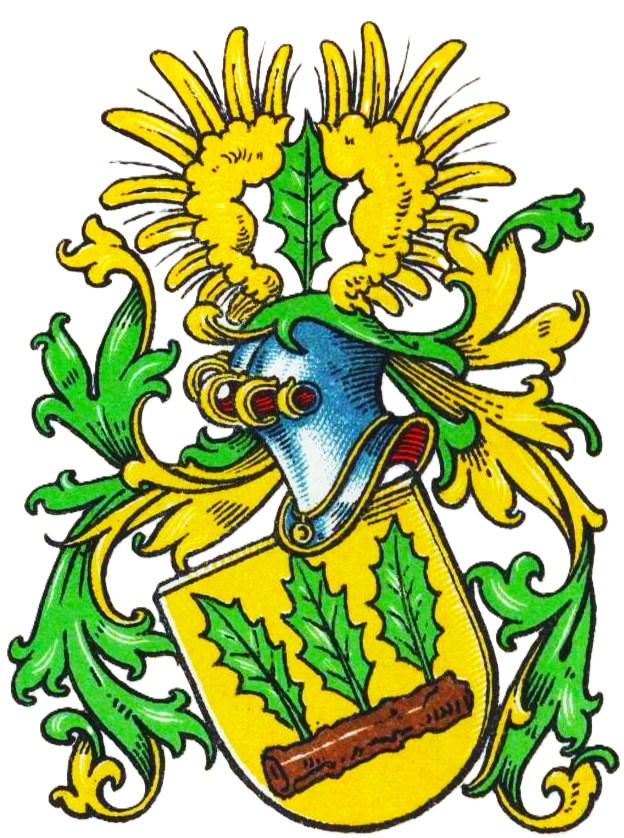
Stammwappen derer von Mörner im Wappenbuch des Westfälischen Adels
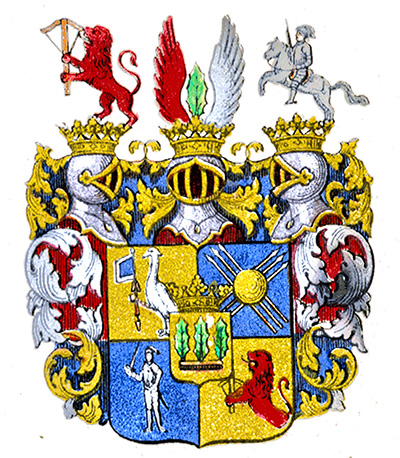
Wappen der schwedischen Grafen Mörner af Morlanda